# Backen
För andra betydelser, se Backen (olika betydelser).

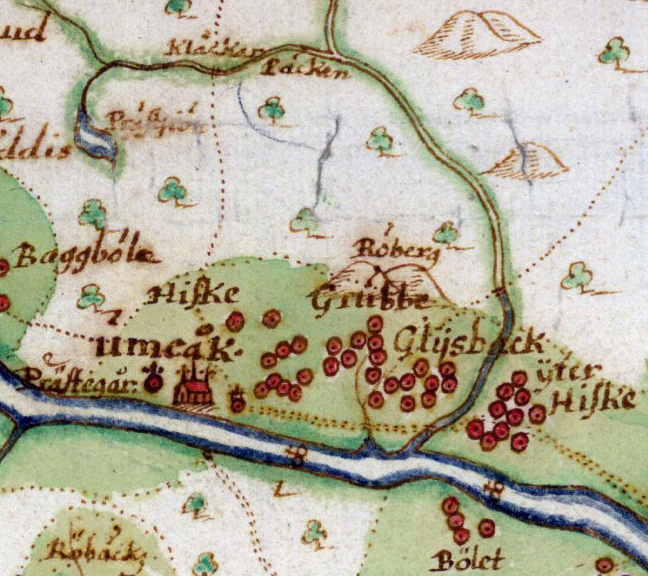
Utsnitt ur Johan Persson Geddas karta över Umeå socken från 1661, med Backens kyrka (UmeåK). De röda prickarna är skattebetalande gårdar.

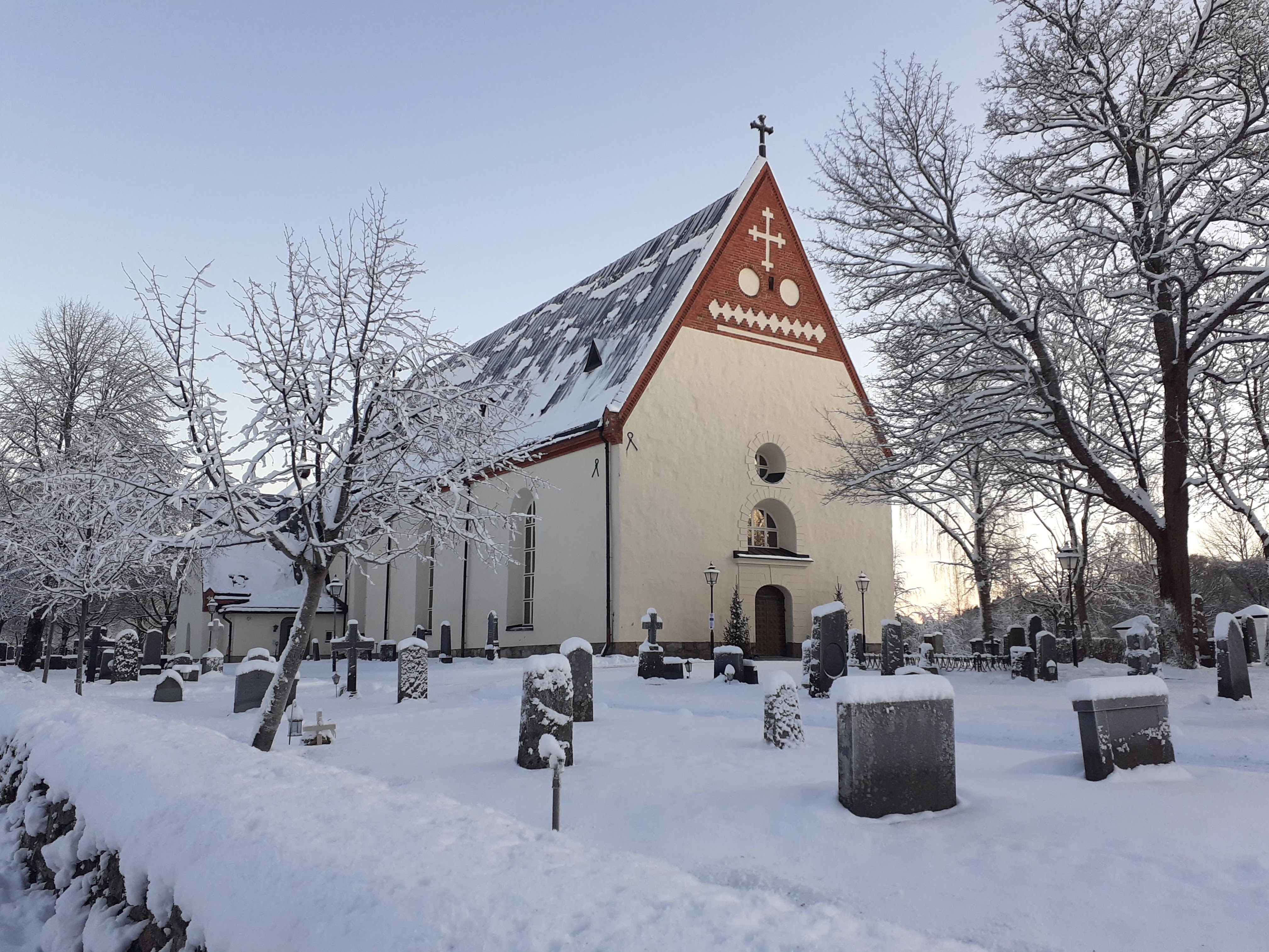
Backens kyrka (Vinter 2021)

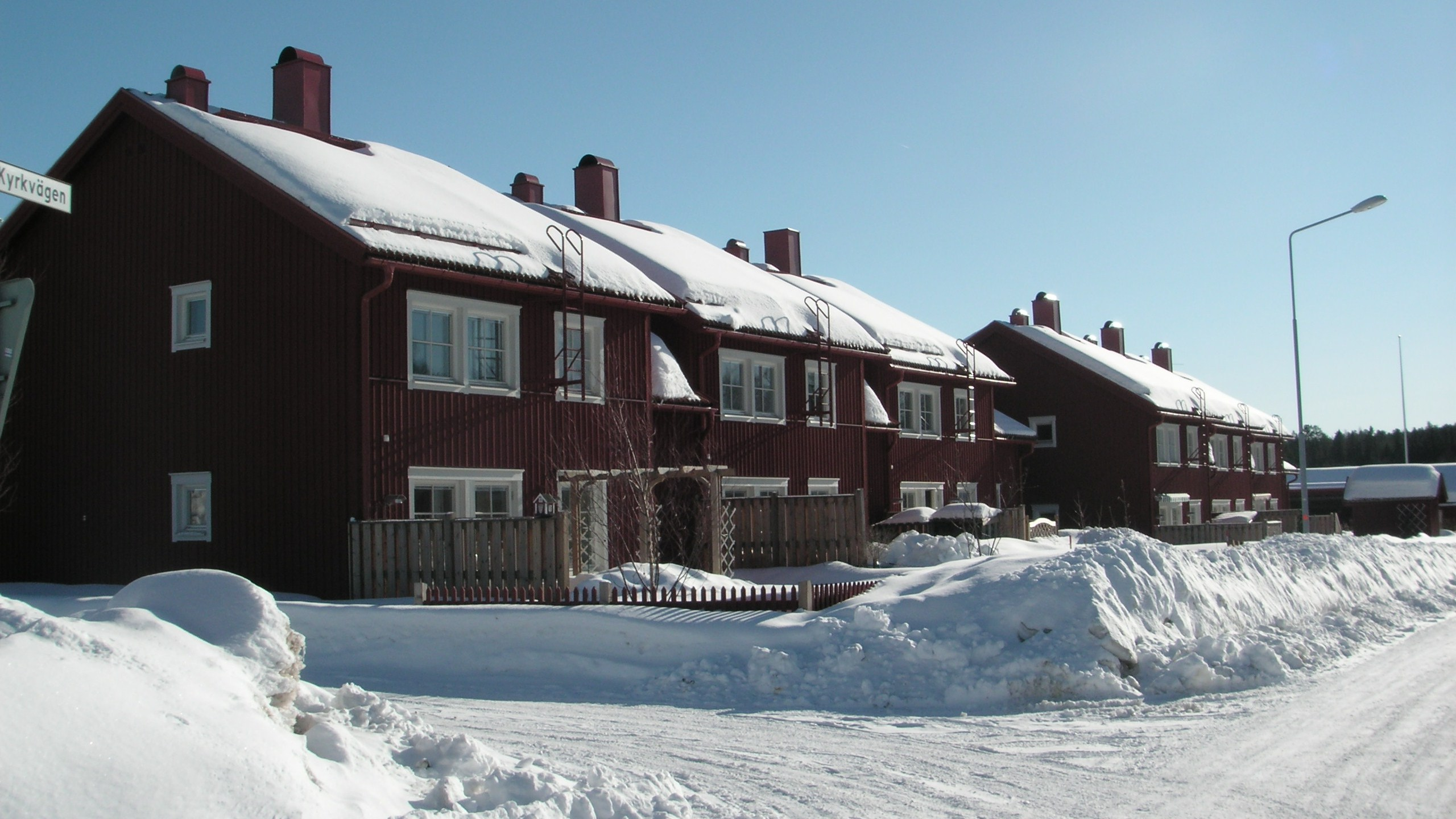
Bebyggelse längs Kyrkvägen.

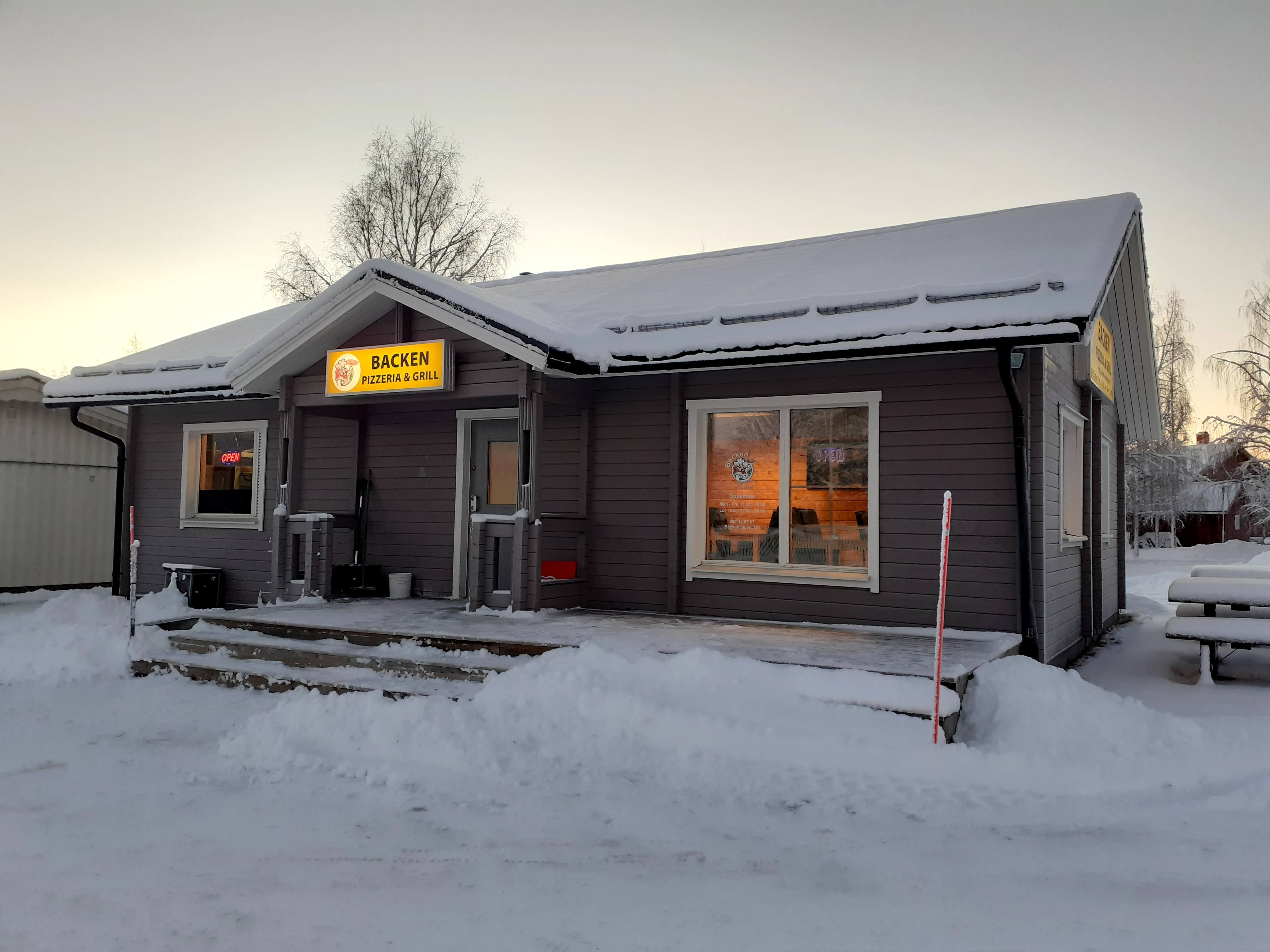
Backen Pizzeria & Grill, tidigare Backens Gula Kiosk och Pizzeria. Därav i folkmun ibland kallad Gula Kiosken. (Vinter 2021)

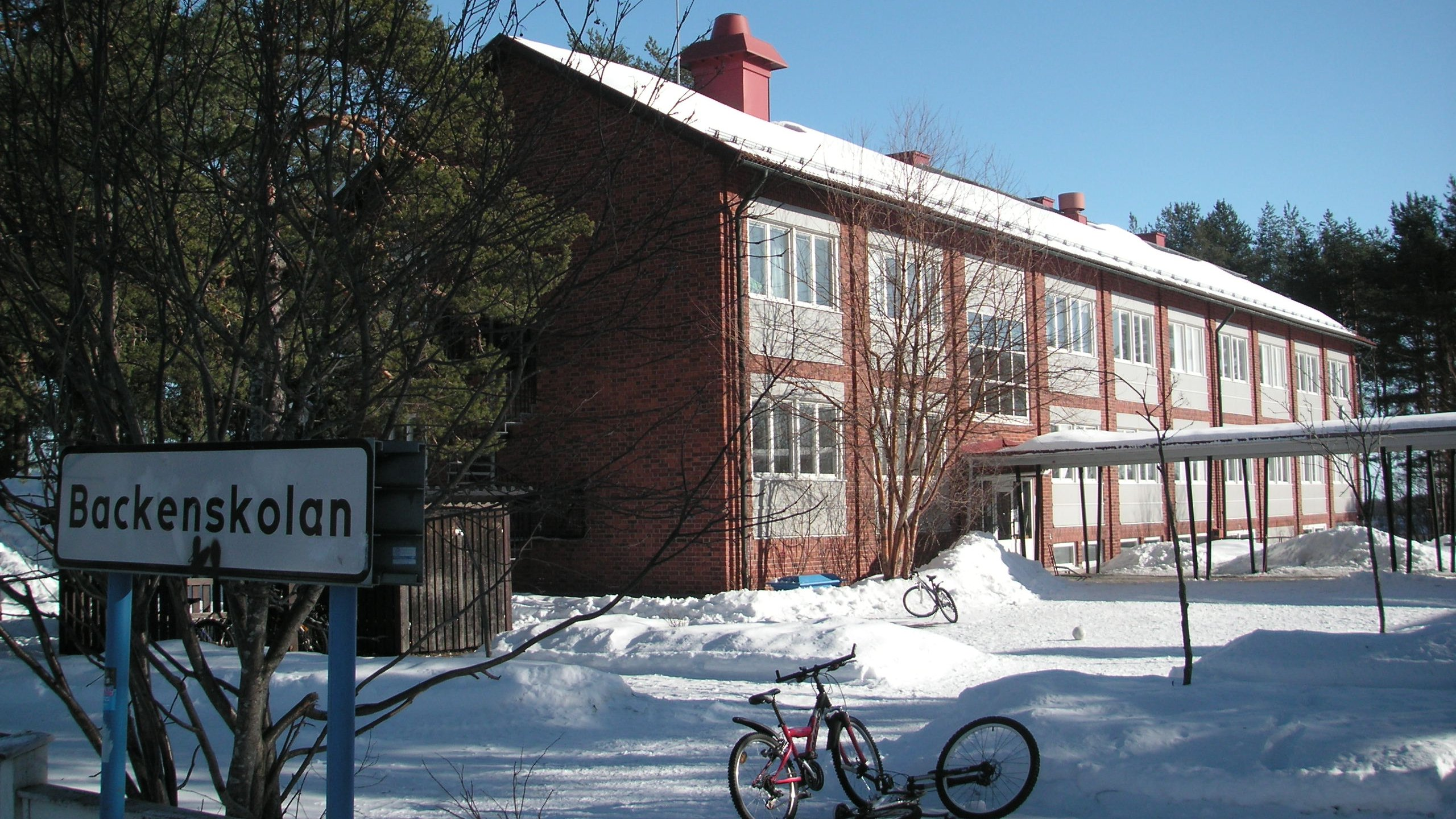
Backenskolan är en grundskola på backen som erbjuder musikklass.

Backen är ett delområde i stadsdelen Backenområdet i västra Umeå, som från medeltiden till 1600-talets början var Ume älvdals egentliga centrum. Backen var fram till 1900-talet en renodlad jordbruksbygd, men här finns idag både flerbostadshus och småhus samt flera skolor, affärer, kyrkor, idrottsanläggningar m.m. I äldre tider fanns intill Backenkyrkan, som då var Umeås sockenkyrka, även en kyrkstad i vilken ingick kyrkoherdebostället, mark och skog. Här går även gamla sockenvägen.

## Historia
Nya fynd har gjorts av en bronsåldersgård i västra delen av Backen, på Klockaråkern, längs Sockenvägen mot Baggböle. Fynd av långhus har gjorts på norra sidan av Umeälven med spår av odling och boskapsskötsel, något man tidigare inte hittat norr om Hälsingland förrän från järnåldern.

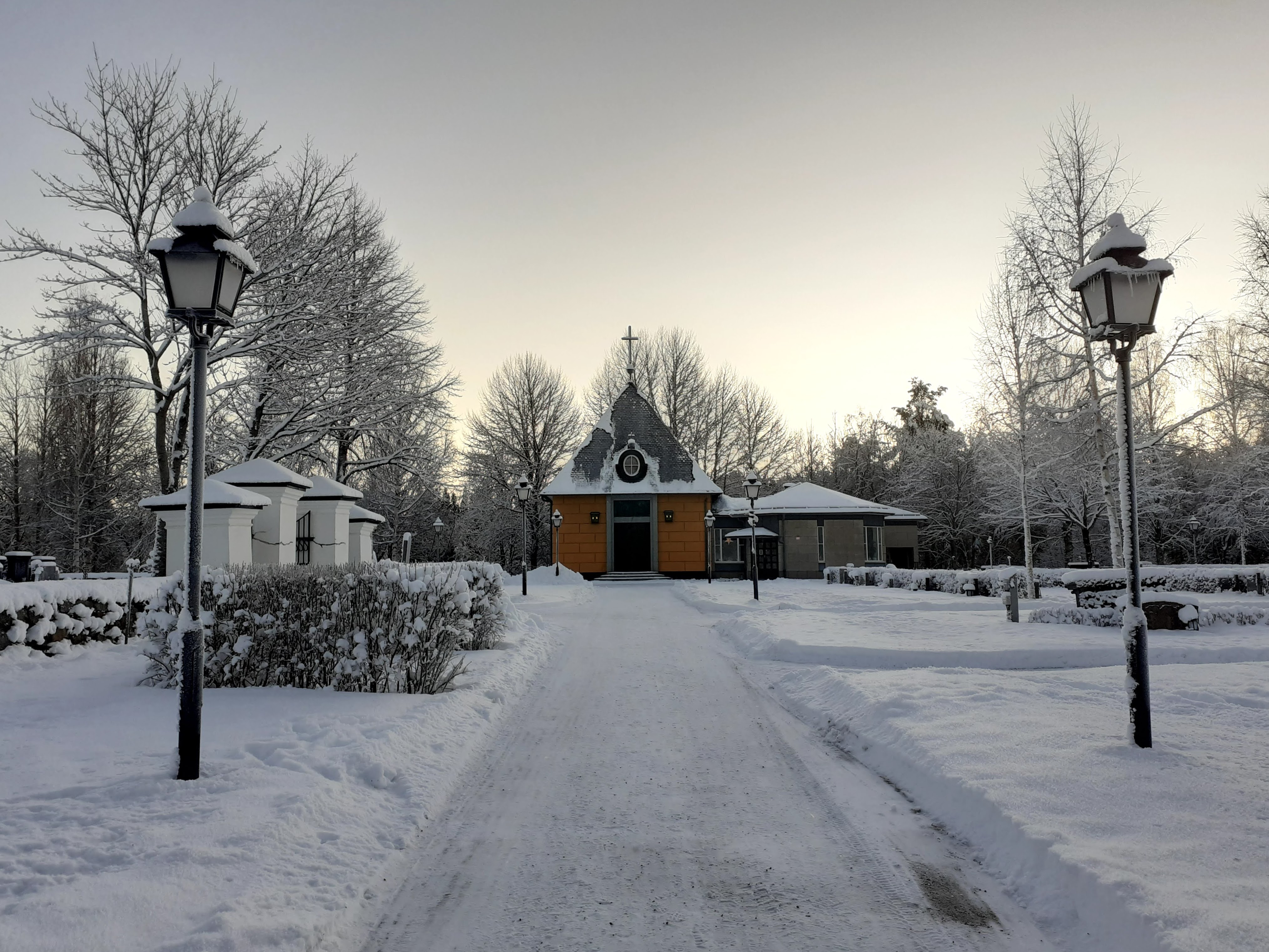
Backens kapell (Vinter 2021)

Stadsdelsområdet Backen har fått sitt namn från ett begränsat område ovanför Backenkyrkan – "På Backan" – nämnt redan 1543. I det här området fanns under medeltiden både en klockargård och en kaplansgård.Mycket tyder på att det funnits en kyrka här redan på 1200- talet eller 1300 -talet Området kring sockenkyrkan växte så sakteliga i betydelse, inte minst för att här fanns en god hamn och för att ridande längs kustlandsvägen här kunde färjas över Umeälven.
I början av 1500-talet ersattes den tidigare kyrkan av en stenkyrka som vid invigningen 1508 var Övre Norrlands näst största stenkyrka. Stugor med täppor och delvis kyrkstugor uppfördes i områdena Backen och Hamnen kring Umeå sockenkyrka som bildades kyrkstaden. De första stugorna är belagda under 1570-talet och de uppfördes i området "På Backan" ovan sockenkyrkan. Kyrkstaden med hamnen var ett centrum under flera hundra år och i viss mån också för handeln i området.

### Försök till stadsbildning
År 1588, under Johan III:s regeringstid, gjordes ett första försök till stadsbildning med centrum vid Umeälven nedanför kyrkan, men intresset från omlandet var svalt och staden upphörde att existera redan efter sex år. Under Gustav II Adolfs regering, år 1621, gjordes ett nytt försök att grunda en stad, men den här gången fem kilometer nedströms älven, eftersom landhöjningen gjort hamnen vid Backen för grund och en ny fors, Ytterhiskeforsen, bildats nedströms kyrkan.

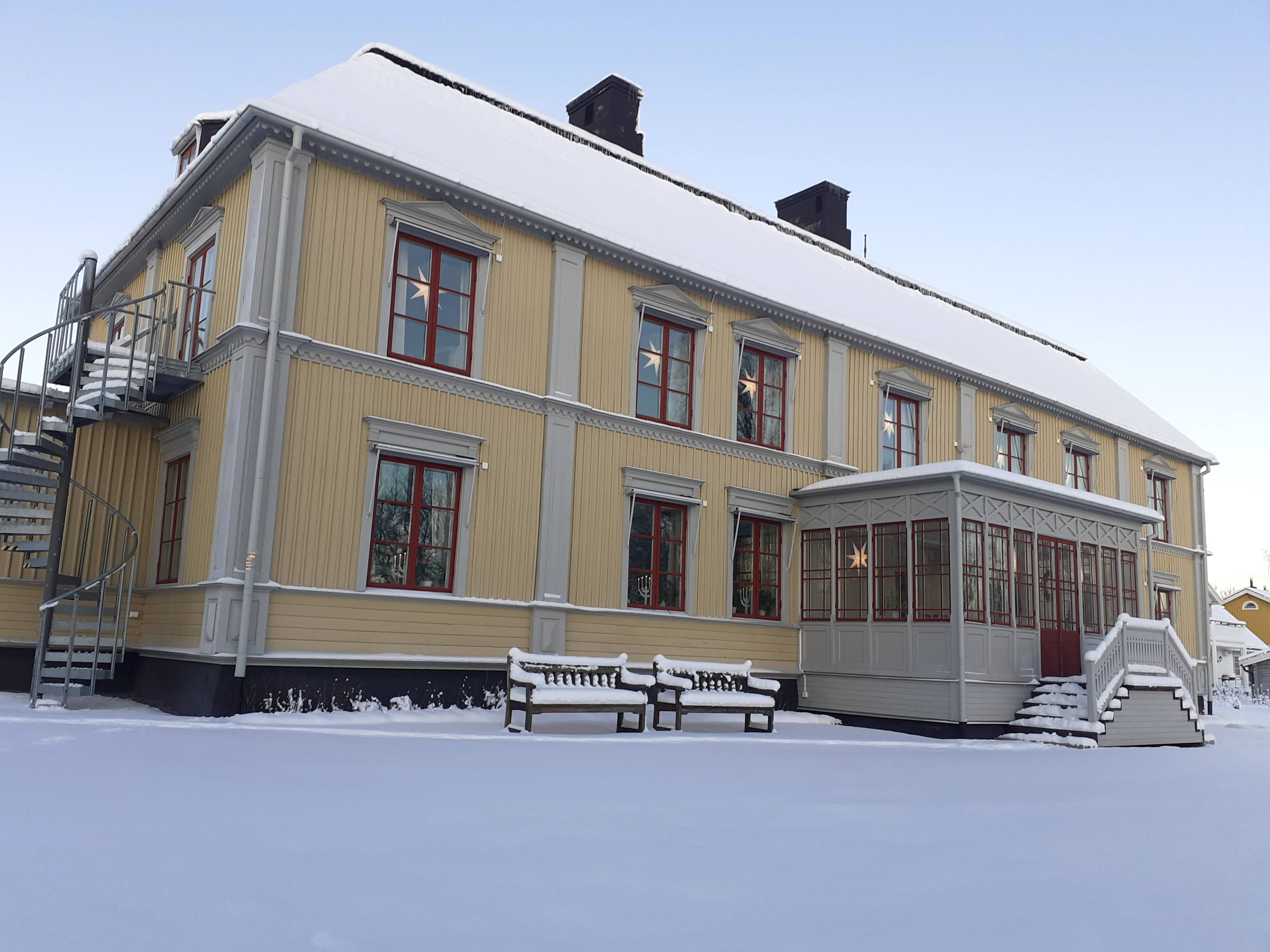
Backens prästgård bakifrån (Vinter 2021)

Året därpå fick staden Umeå sina stadsprivilegier, medan Backen kom att ligga kvar i Umeå socken. Efter kommunreformen 1862 ingick Backen i Umeå landskommun. 

### Från municipalsamhälle till stadsdel
Den 16 maj 1941 fattade Kungl. Maj:ts beslut om att bilda Backens municipalsamhälle. 1942 bröts Backens Municipalsamhälle ut ur Umeå landskommun som eget municipalsamhälle och övertog självt ansvaret för planläggnings- och bebyggelsefrågorna inom municipalsamhället. För ändamålet bildades Backens municipalsamhälles byggnadsnämnd, vilken höll sitt första protokollförda sammanträde redan 6 november 1941. Närvarande vid den nya nämndens första sammanträde var G Edvin Lundmark (ordförande), Johan Olsson, Arvid Nilsson, Oskar Johansson och Bertil Sandström. G Edvin Lundmark kom att inneha ordförandeposten under hela byggnadsnämndens livstid.
Municipalsamhällets geografiska omfattning utgjordes av delar av Grisbacka, Grubbe och Västerhiske samt fastigheterna Kyrkobordet nr 1–3 och Kyrkoplatsen nr 1. Municipalsamhällets invånarantal uppgick vid ingången av år 1942 till 1 825. Vid municipalsamhällets upplösning 31 december 1958 hade invånarantalet ökat till 3 250. Landskommunen med Backenområdet uppgick 1965 i Umeå stad som 1971 ombildades till Umeå kommun. Med ökad bebyggelse sedan mitten av 1900-talet har Backen växt ihop med stadsdelarna Grubbe och Umedalen och är numera en del av Umeå tätort.

### Backenmötet 1928
I syfte att bilda en facklig organisation för bönderna, hölls den 21 februari 1928 det så kallade Backenmötet, med över 400 deltagare från Västerbotten under ledning av lantbrukaren Viktor Johansson. Den första frågan som behandlades var frågan om en ekonomisk sammanslutning för att komma till rätta med prissänkningar på jordbruksprodukter. Prissänkningarna hade lett till att ungdomar lämnade landsbygden eftersom jordbruket krävde mycket hårt arbete som inte lönade sig. En följd av detta var arbetslöshet och överbefolkning i städerna. Under mötet tillsattes "Backenkommittén", en interimsstyrelse med fem personer som utarbetade stadgar för en bondesammanslutning. Interrimstyrelsen sammanträdde första gången den 3 mars.
Backenkommittén var emellertid splittrad i frågan om dess viktigaste funktion, som en facklig eller ekonomisk organisation. De enades senare under månaden att kalla organisationen Lantmännens Producentförbund. Några av dess mer centrala frågor var att förbättra lantbrukets villkor: förr hade industriarbetare haft det sämre än lantbrukarna men nu hade böndernas ekonomiska förutsättningar blivit jämbördiga. Statsmakten kritiserades för att utnyttja bönder som de andra samhällsgruppernas "lastdjur", genom att ålägga jordbruket fler, och tunga skatter och avgifter. I detta fanns ingen kritik mot industriarbetarna eller borgarna, utan en självkritik, att bönderna inte lyckats gå samman och ställa krav på ersättning. Under våren 1928 övergavs idén om fackliga metoder (strejker, bojkott eller blockader) dock utan att andra metoder presenterades för att uppnå de ekonomiska målsättningarna.
Backenkommittén organiserade lokalföreningar runt om i Västerbotten och sedan Västernorrland för att värva medlemmar till sin strävan.
Den 22 februari 1928 fick Backenkommittén kontakt med konsul Otto Wallén på Sånga-Säby som satt i Färentuna häradskommitté för ekonomisk rättvisa. De fick snart också kontakt med Karl Levin i samma kommitté, som 1918 bildat en fackförening för bönder, Sveriges Demokratiska Jordbrukareförbund. De hade dock inte lyckats enas om formerna för deras organisationer. Dessa tre grupper gick 1929 samman och bildade Riksförbundet Landsbygdens folk (RLF), som 1971 ombildades till Lantbrukarnas Riksförbund, LRF.

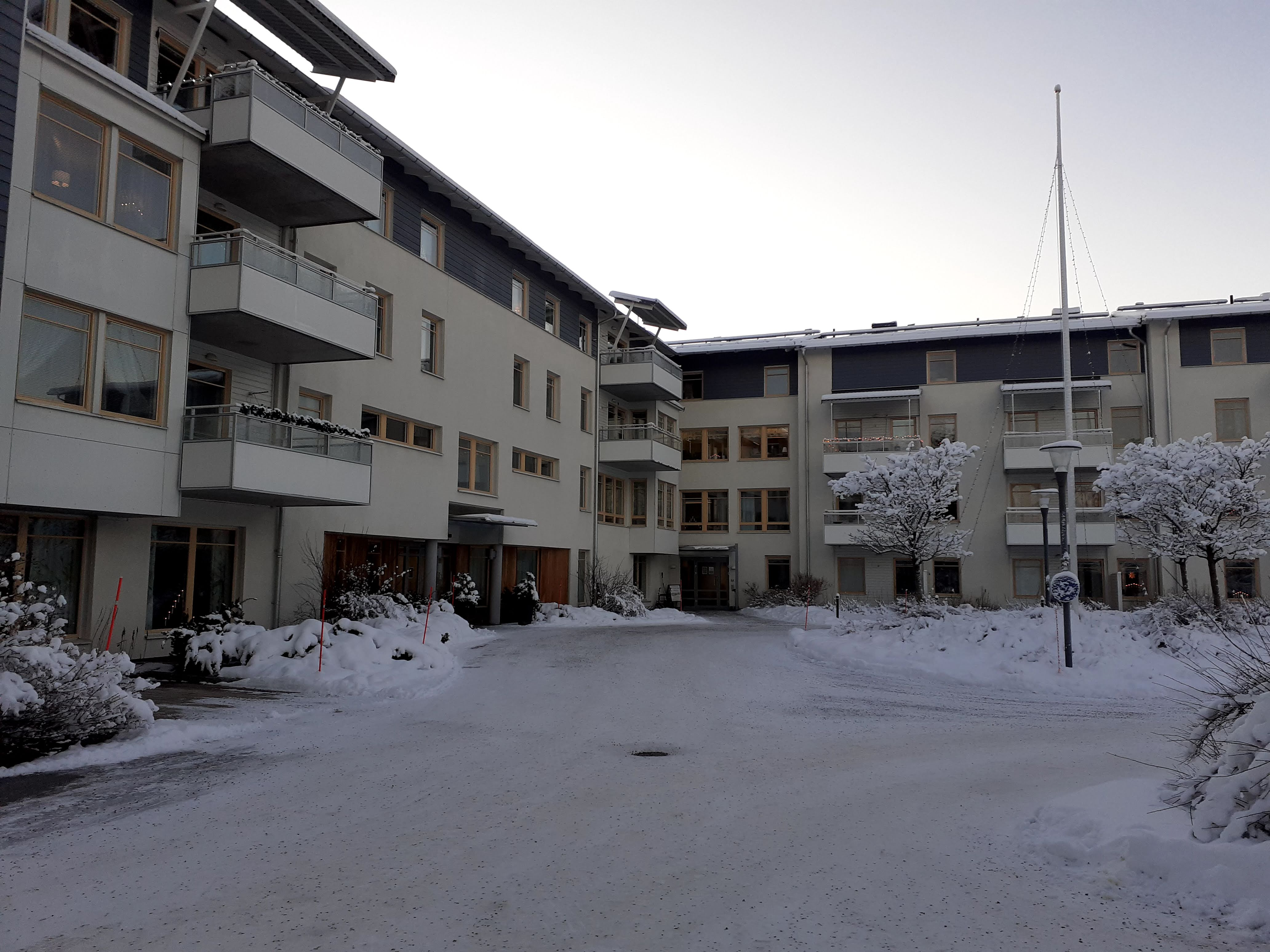
Seniorhusen Backen AB, Bilden visar byggnaden "Ettan".

### Fotnoter
1. ↑  ”Vad heter din stadsdel egentligen?”. Umeå kommun. 1 juli 2016. Arkiverad från originalet den 25 oktober 2016. https://archive.today/20161025051957/http://www.umea.se/umeakommun/byggaboochmiljo/arkiv/nyhetsarkiv/artiklarbyggaboochmiljo/vadheterdinstadsdelegentligen. Läst 16 september 2016.
2. ↑  ”Umeås indelning i stadsdelar och stadsdelsområden”. Umeå kommun-Lantmäteri. 25 oktober 2023. https://www.umea.se/download/18.758f4aa61806387b7fc23ffd/1659363361635/Karta%20%C3%B6ver%20stadsdelsomr%C3%A5den.pdf. Läst 25 oktober 2023.
3. ↑  Umeåregionen förhistoria skrivs om, Pressmeddelande, Västerbottens museum, på Mynewsdesk, 1 oktober 2013.
4. ↑  Arkeologiska fynd avlöser varandra Arkiverad 12 oktober 2016 hämtat från the Wayback Machine., Västerbottenskuriren Umeå 4 oktober 2013.
5. 1 2  Rosenbahr, Christer. ”Nytt ljus över Backens kyrkstad i Västerbotten”. Släkthistoriskt forum 2014/2 s. 44- 47..
6. ↑  Älvdal, Ume. ”Backen”. Ume Älvdal. https://umealvdal.se/besoksomraden/backen/. Läst 1 mars 2021.